# Фонталовская
Фонталовская — станица в Темрюкском районе Краснодарского края.
Административный центр Фонталовского сельского поселения.

## География
Станица расположена на севере Таманского полуострова, в 36 км к северо-западу от Темрюка. Виноградники. Железнодорожная станция «Фонталовская».

### Улицы
- ул. Гагарина,
- ул. Героев,
- ул. Давыдова,
- ул. Дзержинского,
- ул. Космонавтов,
- ул. Ленина,
- ул. Лермонтова,
- ул. Мира,
- ул. Молодогвардейцев,
- ул. Победы,
- ул. Пушкина,
- ул. Собина,
- ул. Советская,
- ул. Степная

## История
Посёлок Фонталовский основан в 1810 году, находился на землях станицы Ахтанизовской. Преобразован в станицу Фонталовскую в 1904 году. Встречается вариант написания названия населённого пункта «Фонтановская».

## Население
| 2002 | 2010  |
| ---- | ----- |
| 1001 | ↗1012 |

- Лист карты L-37-86 п  им  Войкова. Масштаб: 1 : 100 000. Состояние местности на 1988 год. Издание 1989 г.